# Municipio de Mineral Springs (Arkansas)
El municipio de Mineral Springs (en inglés, Mineral Springs Township) es una subdivisión administrativa del condado de Howard, Arkansas, Estados Unidos. Según el censo de 2020, tiene una población de 1161 habitantes.

## Geografía
Está ubicado en las coordenadas 33°52′7″N 93°56′6″O / 33.86861, -93.93500 (33.86849, -93.934975). Según la Oficina del Censo de los Estados Unidos, el municipio tiene una superficie total de 21.05 km², de la cual 20.95 km² corresponden a tierra firme y 0.10 km² es agua.

## Demografía
Según el censo de 2020, hay 1161 personas residiendo en la zona. La densidad de población es de 55.42 hab./km². El 46.68 % son afroamericanos, el 32.30 % son blancos, el 0.43 % son amerindios, el 13.35 % son de otras razas y el 7.24 % son de una mezcla de razas. Del total de la población el 16.97 % son hispanos o latinos de cualquier raza.